# オルファリオン

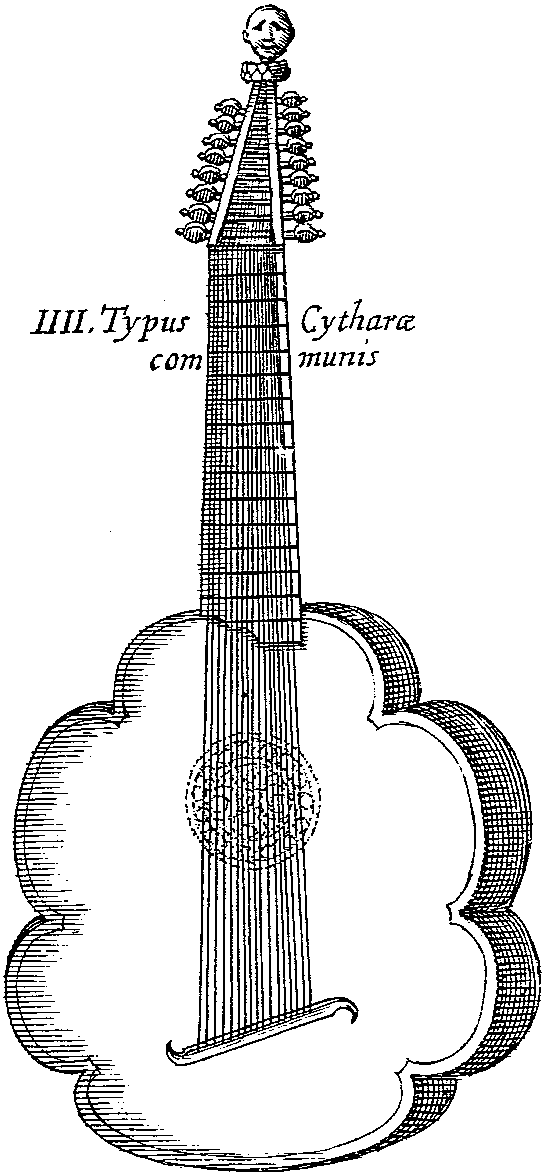
オルファリオン

オルファリオン(Orpharion)は、ルネサンス時代の撥弦楽器である。16世紀の後半にイギリスで開発され、名前はオルペウスとアリオンを合成したものである。シターンと同族で、構造はより大きいサイズのバンドーラに似ている。金属弦は複弦でリュートと同様に調弦され、指で弾く。したがってリュートの代用品の役割を果たすことができた。音はチェンバロに似ている。低音弦を長くするためにブリッジが大きく傾けられているものが多く、それに合わせてフレットも平行ではなくなっているのが特徴である。6コース・9コースなどのものがある。弦のテンションが弱いので、弦を押さえたときに音程が狂わないようにとても低いフレットが使われている。フレットとフレットの間の指板はくぼんでいる(scalloped)ことが多い。